# Roscoe Gilkey Dickinson
Roscoe Gilkey Dickinson (Brewer, 3 de maio de 1894 — Pasadena, 13 de julho de 1945) foi um químico estadunidense, mais conhecido por seu trabalho na cristalografia de raios X.
Como professor de química do Instituto de Tecnologia da Califórnia (Caltech), foi o orientador de Linus Pauling, laureado com o Prêmio Nobel, e de Arnold Orville Beckman, inventor do medidor de pH.
Dickinson recebeu sua graduação no Instituto de Tecnologia de Massachusetts (MIT) e, em 1920 tornou-se a primeira pessoa do Caltech a receber um PhD. Em sua tese, Dickinson estudou as estruturas em forma de cristal dos minerais wulfenite e Scheelita e dos compostos clorato de sódio e bromato de sódio. Seu orientador foi Arthur Amos Noyes.

## Linhagem científica
- Sigismondo Polcastro (c. 1379–1473)
- Pietro Roccabonella	(c. 1430-1491)
- Nicolo da Lonigo (1428-1524) (MD 1453, Padua)
- Antonio Musa Brassavola (1500-1555) (MD 1520, Ferrara)
- Gabriele Falloppio (1523-1562) (MD 1548, Ferrara)
- Girolamo Fabrici (1533-1619) (MD 1559, Padua)
- Adriaan van den Spieghel (1578-1625) (MD 1603, Padua)
- Werner Rolfinck (1599-1673) (MD 1625, Padua)
- Georg Wolfgang Wedel (1645-1721) (MD 1669, Jena)
- Johann Adolph Wedel (1675-1747) (MD 1697, Jena)
- Georg Erhardt Hamberger (1697-1755) (MD 1721, Jena)
- Christoph Andreas Mangold (1719-1767) (MD 1751, Erfurt)
- Ernst Gottfried Baldinger (1738-1804) (MD 1760, Jena)
- Johann Christian Wiegleb (1732-1800) (Apothecary 1765, Langensalza)
- Johann Friedrich August Gottling (1753-1809) (Apothecary 1775, Langensalza)
- Karl Wilhelm Gottlob Kastner (1783-1857) (PhD 1805, Jena)
- Justus von Liebig (1803-1873) (PhD 1822, Erlangen)
- Carl Schmidt (1822-1894) (PhD 1844, Giessen)
- Wilhelm Ostwald (1855-1932) (PhD 1878, Dorpat)
- Arthur Amos Noyes (1866-1936) (PhD 1890, Leipzig)
- Roscoe Gilkey Dickinson (1894-1945) (PhD 1920, Caltech)
- Linus Pauling (1901-1994) (PhD 1925, Caltech)